# Pra Falar de Você
"Pra Falar de Você" é uma canção da cantora brasileira Ivete Sangalo, que faz parte de seu terceiro álbum ao vivo, Ao Vivo no Madison Square Garden, sendo o quinto single oficial lançado por ele. A canção, composta por Ramon Cruz, foi lançada em 11 de abril de 2012.

## Histórico de lançamento

### Adição nas rádios
| País   | Data                | Formato    |
| ------ | ------------------- | ---------- |
| Brasil | 11 de abril de 2012 | Mainstream |